# R. Barrie Walkley
R. Barrie Walkley, né en 1944, est un agent du service extérieur de carrière et l'ancien conseiller spécial du secrétaire d'État Hillary Clinton pour les Grands Lacs et la République démocratique du Congo.

## Carrière
De décembre 2011, Il a été nommé conseiller spécial du secrétaire d'État Hillary Clinton pour les Grands Lacs et la République démocratique du Congo jusqu'au 18 juin 2013, date à laquelle il a été remplacé par l'ancien sénateur américain Russ Feingold.
Auparavant, il a été ambassadeur américain au Gabon et plus tard à des nominations simultanées en Guinée et à Sao Tomé-et-Principe. Il a été rappelé au service et nommé chargé d'affaires pour le Soudan du Sud à son indépendance. Il est diplômé de l'Université de Californie à Santa Barbara, de l'Université de Californie à Los Angeles et de l'Université de Californie du Sud.
Barrie et sa femme Annabelle étaient des volontaires du Peace Corps en Somalie de 1967 à 1969.

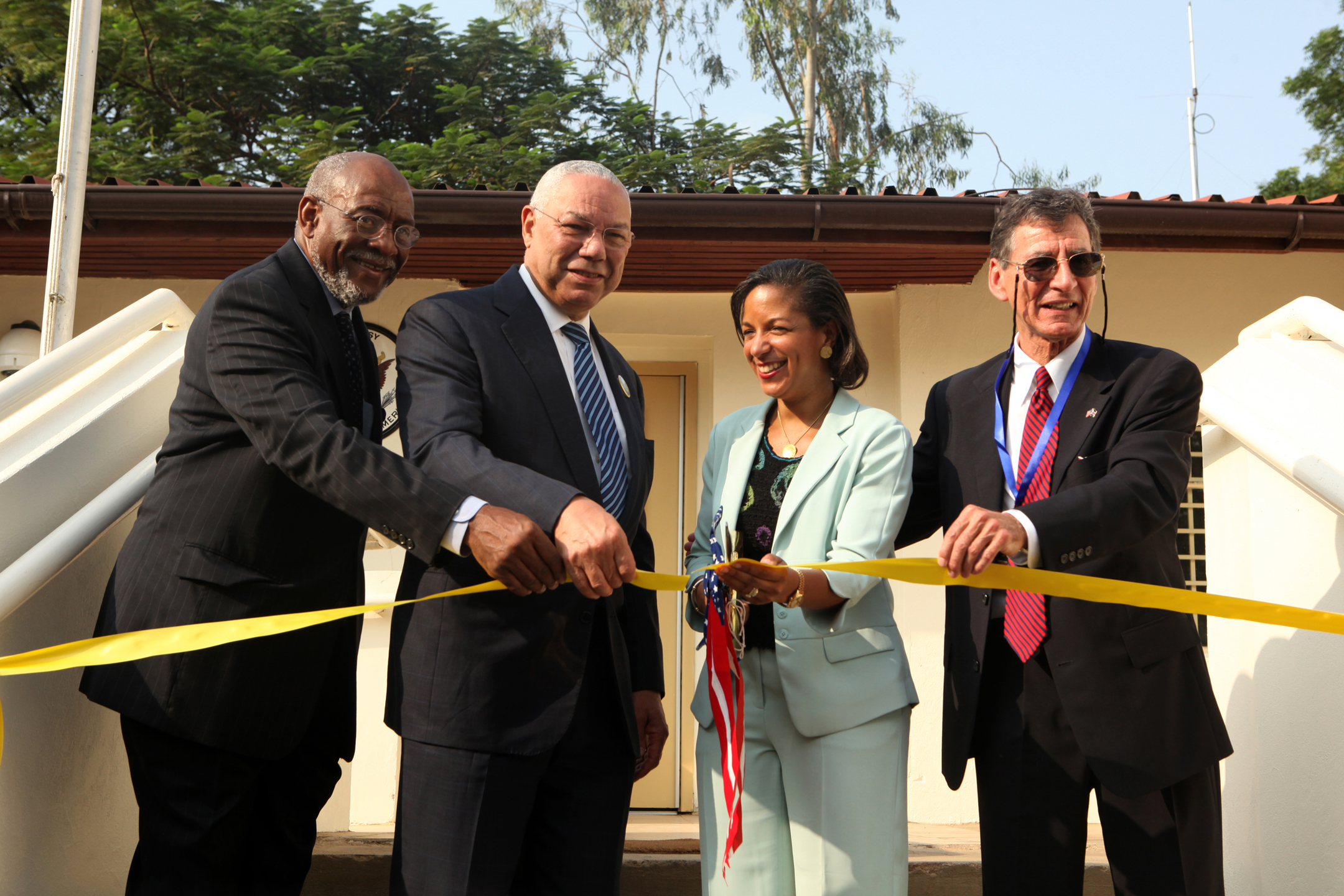
Johnnie Carson, secrétaire d'État adjoint au Bureau des affaires africaines ; Ret. le général Colin Powell, ancien secrétaire d'État américain ; Susan E. Rice, Représentante permanente des États-Unis auprès des Nations Unies ; et R. Barrie Walkley inaugurant la nouvelle ambassade des États-Unis à Djouba, au Soudan du Sud, le jour de l'indépendance, le 9 juillet 2011.